# Re per una notte
Re per una notte (The King of Comedy) è un film del 1983 diretto da Martin Scorsese.

## Trama
Rupert Pupkin è un uomo di trentaquattro anni che sogna di diventare un comico affermato. Accanito fan del comico e presentatore Jerry Langford, che da anni conduce con successo lo show The King of Comedy, dopo un incontro con lui comincia ad assillarlo nel tentativo di ottenere un provino e anche un'apparizione sugli schermi; dopo più di un rifiuto da parte di Langford e inopportune intrusioni nella sua vita privata, Pupkin adotta allora uno stratagemma con la complicità della sua amica Marsha, ventenne follemente innamorata del comico, riuscendo a sequestrarlo.
Successivamente i due si mettono in contatto con lo staff televisivo del presentatore e lo ricattano, comunicando loro che, se non lo faranno apparire nello show, Rupert ucciderà Langford. I produttori cedono ma, mentre Pupkin appare in TV per fare il suo numero, viene sorvegliato dalla polizia e dall'FBI: almeno per quella sera, però, "il re della commedia" è lui, con il suo repertorio di quarta mano che mostra in chiave comica la sua drammatica vita.
Nel frattempo Jerry riesce a liberarsi da Marsha e a fuggire di corsa verso gli studi televisivi, per poi assistere alla messa in onda del programma registrato. Rupert, inizialmente condannato a sei anni di reclusione poiché incensurato, finirà per scontare solo due anni e 9 mesi per buona condotta e, tornato in libertà, si gode la conquistata celebrità: il re dei comici solo per una notte ha comunque trovato la gloria, poiché la sua biografia viene stampata e diffusa in tutti gli Stati Uniti.

## Produzione

### Cast
Per il ruolo di Jerry Langford furono considerati anche Johnny Carson, Frank Sinatra e Dean Martin (ex partner artistico di Jerry Lewis). Martin Scorsese appare in un cameo nei panni di un regista televisivo.

### Riprese
Gran parte della sequenza girata nella villa di campagna di Jerry Langford è stata improvvisata da Robert De Niro suscitando la sorpresa di Jerry Lewis e del suo maggiordomo. e c'è anche un giovane Gerard Depardieu insieme ai Clash: in una scena si vede infatti un gruppo di punk all'angolo di una strada, chiamati da Marsha street scum (feccia da strada) sono interpretati da Mick Jones, Joe Strummer e Paul Simonon dei Clash, dall'attrice e cantante Ellen Foley, da Don Letts e Kosmo Vinyl (membri dell'entourage dei Clash),da Pearl Harbor, all'epoca moglie di Simonon e anche da un giovane Gerard Depardieu.

## Colonna sonora
Robbie Robertson produsse la musica per la colonna sonora del film realizzando il suo primo lavoro dopo aver lasciato The Band intitolato Between Trains. Questa canzone (un omaggio a un membro dello staff della produzione, Dan Johnson, morto improvvisamente, al quale il film è dedicato) è presente nell'album della colonna sonora ma non nel film.
La colonna sonora di Re per una notte è una compilation composta da brani pop e musica orchestrale del compositore Bob James. Include brani di artisti come B.B. King, Van Morrison e Ray Charles. Questo tipo di ibridazione tra musica pop e composizioni per orchestra sarebbe stata poi utilizzata in seguito in Gangs of New York, The Aviator e The Departed.
L'album della colonna sonora fu pubblicato dalla Warner Bros. Records nel 1983. Il disco è stato ristampato in CD con le stesse tracce da Wounded Bird Records nel 2016.

### Tracce
1. The Pretenders – Back On The Chain Gang – 3:51
2. B.B. King – Ain't Nobody's Bizness (If I Do) – 3:33
3. Talking Heads – Swamp – 5:13
4. Bob James – King of Comedy – 4:23
5. Rickie Lee Jones – Rainbow Sleeve – 3:39
6. Robbie Robertson – Between Trains – 3:25
7. Ric Ocasek – Steal The Night – 3:55
8. Ray Charles – Come Rain Or Come Shine – 3:40
9. David Sanborn – The Finer Things – 4:27
10. Van Morrison – Wonderful Remark – 3:57

Durata totale: 40:03

## Distribuzione
In Islanda il film è uscito il 18 dicembre 1982. Negli Stati Uniti, invece, è uscito nelle sale cinematografiche il 18 febbraio 1983. Mentre in Italia, è uscito nella primavera dello stesso anno.

## Accoglienza
Presentata in concorso al trentaseiesimo Festival di Cannes nel 1983, la pellicola fece fiasco al botteghino tanto da costringere il regista, per il suo film successivo (Fuori orario), ad avvalersi di una produzione indipendente. Successivamente l'opera fu rivalutata diventando col tempo un cult del binomio Scorsese-De Niro.

## Riferimenti nella cultura di massa
- La sceneggiatura del film Joker del 2019, scritta dal regista Todd Phillips e dallo sceneggiatore Scott Silver, per stessa ammissione di Phillips è fortemente influenzata da Re per una notte e da Taxi Driver, altro film di Scorsese del 1976.[6][7][8]
- Johnny Carson rifiutò di prendere parte al film, presumibilmente perché temeva che potesse ispirare psicopatici come John Hinckley Jr. il quale, ossessionato dalla giovane Jodie Foster dopo averla vista in Taxi Driver, nel 1981 attentò alla vita dell'allora Presidente Ronald Reagan (uscitone illeso), nella folle speranza d'impressionare l'attrice emulando il tentato omicidio del senatore Palantine da parte del protagonista Travis Bickle. A tal proposito, la giornalista Marilyn Beck ebbe a definire il film ancor più pericoloso di Taxi Driver per il fatto che, proprio in virtù della sua mancanza di scene sanguinolente, gli spettatori potevano identificarsi molto più facilmente col personaggio di Rupert Pupkin.[9]
- L'attore Steve Carell e il regista Bennett Miller hanno citato Re per una notte come uno dei loro film preferiti[10] e fonte d'ispirazione per la caratterizzazione scenica di John E. du Pont in Foxcatcher - Una storia americana.[11]